# 이쓰쓰지노미야
이츠츠지노미야 (일본어: 五辻宮 いつつじのみや[*])는 일본 황실에 존재했던 궁가의 하나이다. 가마쿠라 시대부터 난보쿠초 시대에 걸쳐 존재했었다.
지묘인통과 다이카쿠지통의 싸움과 더불어 가마쿠라 막부의 개입에도 놀아난 궁가이다.

## 유래
궁호는 초대 모리요시 친왕이 외조부 후지와라노 사네히토로부터 상속받은 건물이 카미쿄이츠츠지 (현재의 교토시 카미쿄구)에 있었던 것에서 따왔다.

## 개략
카메야마 천황의 제 황5자 모리요시 친왕을 시조로 하지만, 그 후 소령을 가마쿠라 막부의 개입으로 친자가 아닌 히사아키 친왕 (지묘인통)의 아들 (훗날의 후카쿠사노미야)에 양도되었다. 한편, 모리요시 친왕의 친자도 "이츠츠지노미야"를 칭하며, 동시기에 같은 이름의 "이츠츠지노미야가"가 존재했었다. 이러한 예는 메이지 시대 ~ 쇼와 시대에 존재했던 쿠니노미야 궁가 외에는 다른 예가 없다.
계도
|  |  |  |  |  |  |  |  |  |  |  |  |                                    |                                    |                                    |                                    |                                    |                                    |  |  |                        |                        |                        |                        |                        |                        |  |  |                                                   |                                                   |                                                   |                                                   |                                                   |                                                   |  |  |                                        |                                        |                                        |                                        |                                        |                                        |  |  |                                          |                                          |                                          |                                          |                                          |                                          |  |  |  |  |  |  |  |  |  |  |  |  |  |  |  |  |  |  |  |  |  |  |  |  |  |  |  |  |
|  |  |  |  |  |  |  |  |  |  |  |  |                                    |                                    |                                    |                                    |                                    |                                    |  |  |                        |                        |                        |                        |                        |                        |  |  |                                                   |                                                   |                                                   |                                                   |                                                   |                                                   |  |  |                                        |                                        |                                        |                                        |                                        |                                        |  |  |                                          |                                          |                                          |                                          |                                          |                                          |  |  |  |  |  |  |  |  |  |  |  |  |  |  |  |  |  |  |  |  |  |  |  |  |  |  |  |  |
|  |  |  |  |  |  |  |  |  |  |  |  | 89대 천황 고후카쿠사 천황          | 89대 천황 고후카쿠사 천황          | 89대 천황 고후카쿠사 천황          | 89대 천황 고후카쿠사 천황          | 89대 천황 고후카쿠사 천황          | 89대 천황 고후카쿠사 천황          |  |  |                        |                        |                        |                        |                        |                        |  |  |                                                   |                                                   |                                                   |                                                   |                                                   |                                                   |  |  | 90대 천황 카메야마 천황                | 90대 천황 카메야마 천황                | 90대 천황 카메야마 천황                | 90대 천황 카메야마 천황                | 90대 천황 카메야마 천황                | 90대 천황 카메야마 천황                |  |  |                                          |                                          |                                          |                                          |                                          |                                          |  |  |  |  |  |  |  |  |  |  |  |  |  |  |  |  |  |  |  |  |  |  |  |  |  |  |  |  |
|  |  |  |  |  |  |  |  |  |  |  |  | 89대 천황 고후카쿠사 천황          | 89대 천황 고후카쿠사 천황          | 89대 천황 고후카쿠사 천황          | 89대 천황 고후카쿠사 천황          | 89대 천황 고후카쿠사 천황          | 89대 천황 고후카쿠사 천황          |  |  |                        |                        |                        |                        |                        |                        |  |  |                                                   |                                                   |                                                   |                                                   |                                                   |                                                   |  |  | 90대 천황 카메야마 천황                | 90대 천황 카메야마 천황                | 90대 천황 카메야마 천황                | 90대 천황 카메야마 천황                | 90대 천황 카메야마 천황                | 90대 천황 카메야마 천황                |  |  |                                          |                                          |                                          |                                          |                                          |                                          |  |  |  |  |  |  |  |  |  |  |  |  |  |  |  |  |  |  |  |  |  |  |  |  |  |  |  |  |
|  |  |  |  |  |  |  |  |  |  |  |  |                                    |                                    |                                    |                                    |                                    |                                    |  |  |                        |                        |                        |                        |                        |                        |  |  |                                                   |                                                   |                                                   |                                                   |                                                   |                                                   |  |  |                                        |                                        |                                        |                                        |                                        |                                        |  |  |                                          |                                          |                                          |                                          |                                          |                                          |  |  |  |  |  |  |  |  |  |  |  |  |  |  |  |  |  |  |  |  |  |  |  |  |  |  |  |  |
|  |  |  |  |  |  |  |  |  |  |  |  | 92대 천황 후시미 천황 〔지묘인통〕 | 92대 천황 후시미 천황 〔지묘인통〕 | 92대 천황 후시미 천황 〔지묘인통〕 | 92대 천황 후시미 천황 〔지묘인통〕 | 92대 천황 후시미 천황 〔지묘인통〕 | 92대 천황 후시미 천황 〔지묘인통〕 |  |  | 8대 쇼군 히사아키 친왕 | 8대 쇼군 히사아키 친왕 | 8대 쇼군 히사아키 친왕 | 8대 쇼군 히사아키 친왕 | 8대 쇼군 히사아키 친왕 | 8대 쇼군 히사아키 친왕 |  |  |                                                   |                                                   |                                                   |                                                   |                                                   |                                                   |  |  | 91대 천황 고우다 천황 〔다이카쿠지통〕 | 91대 천황 고우다 천황 〔다이카쿠지통〕 | 91대 천황 고우다 천황 〔다이카쿠지통〕 | 91대 천황 고우다 천황 〔다이카쿠지통〕 | 91대 천황 고우다 천황 〔다이카쿠지통〕 | 91대 천황 고우다 천황 〔다이카쿠지통〕 |  |  | 초대 이츠츠지노미야 모리요시 친왕        | 초대 이츠츠지노미야 모리요시 친왕        | 초대 이츠츠지노미야 모리요시 친왕        | 초대 이츠츠지노미야 모리요시 친왕        | 초대 이츠츠지노미야 모리요시 친왕        | 초대 이츠츠지노미야 모리요시 친왕        |  |  |  |  |  |  |  |  |  |  |  |  |  |  |  |  |  |  |  |  |  |  |  |  |  |  |  |  |
|  |  |  |  |  |  |  |  |  |  |  |  | 92대 천황 후시미 천황 〔지묘인통〕 | 92대 천황 후시미 천황 〔지묘인통〕 | 92대 천황 후시미 천황 〔지묘인통〕 | 92대 천황 후시미 천황 〔지묘인통〕 | 92대 천황 후시미 천황 〔지묘인통〕 | 92대 천황 후시미 천황 〔지묘인통〕 |  |  | 8대 쇼군 히사아키 친왕 | 8대 쇼군 히사아키 친왕 | 8대 쇼군 히사아키 친왕 | 8대 쇼군 히사아키 친왕 | 8대 쇼군 히사아키 친왕 | 8대 쇼군 히사아키 친왕 |  |  |                                                   |                                                   |                                                   |                                                   |                                                   |                                                   |  |  | 91대 천황 고우다 천황 〔다이카쿠지통〕 | 91대 천황 고우다 천황 〔다이카쿠지통〕 | 91대 천황 고우다 천황 〔다이카쿠지통〕 | 91대 천황 고우다 천황 〔다이카쿠지통〕 | 91대 천황 고우다 천황 〔다이카쿠지통〕 | 91대 천황 고우다 천황 〔다이카쿠지통〕 |  |  | 초대 이츠츠지노미야 모리요시 친왕        | 초대 이츠츠지노미야 모리요시 친왕        | 초대 이츠츠지노미야 모리요시 친왕        | 초대 이츠츠지노미야 모리요시 친왕        | 초대 이츠츠지노미야 모리요시 친왕        | 초대 이츠츠지노미야 모리요시 친왕        |  |  |  |  |  |  |  |  |  |  |  |  |  |  |  |  |  |  |  |  |  |  |  |  |  |  |  |  |
|  |  |  |  |  |  |  |  |  |  |  |  |                                    |                                    |                                    |                                    |                                    |                                    |  |  |                        |                        |                        |                        |                        |                        |  |  |                                                   |                                                   |                                                   |                                                   |                                                   |                                                   |  |  |                                        |                                        |                                        |                                        |                                        |                                        |  |  |                                          |                                          |                                          |                                          |                                          |                                          |  |  |  |  |  |  |  |  |  |  |  |  |  |  |  |  |  |  |  |  |  |  |  |  |  |  |  |  |
|  |  |  |  |  |  |  |  |  |  |  |  |                                    |                                    |                                    |                                    |                                    |                                    |  |  | 9대 쇼군 모리쿠니 친왕 | 9대 쇼군 모리쿠니 친왕 | 9대 쇼군 모리쿠니 친왕 | 9대 쇼군 모리쿠니 친왕 | 9대 쇼군 모리쿠니 친왕 | 9대 쇼군 모리쿠니 친왕 |  |  | 후카쿠사노미야/2대 이츠츠지노미야 히로아키라 친왕 | 후카쿠사노미야/2대 이츠츠지노미야 히로아키라 친왕 | 후카쿠사노미야/2대 이츠츠지노미야 히로아키라 친왕 | 후카쿠사노미야/2대 이츠츠지노미야 히로아키라 친왕 | 후카쿠사노미야/2대 이츠츠지노미야 히로아키라 친왕 | 후카쿠사노미야/2대 이츠츠지노미야 히로아키라 친왕 |  |  |                                        |                                        |                                        |                                        |                                        |                                        |  |  | 2대 이츠츠지노미야 이름 미상의 왕 (宗覚) | 2대 이츠츠지노미야 이름 미상의 왕 (宗覚) | 2대 이츠츠지노미야 이름 미상의 왕 (宗覚) | 2대 이츠츠지노미야 이름 미상의 왕 (宗覚) | 2대 이츠츠지노미야 이름 미상의 왕 (宗覚) | 2대 이츠츠지노미야 이름 미상의 왕 (宗覚) |  |  |  |  |  |  |  |  |  |  |  |  |  |  |  |  |  |  |  |  |  |  |  |  |  |  |  |  |
|  |  |  |  |  |  |  |  |  |  |  |  |                                    |                                    |                                    |                                    |                                    |                                    |  |  | 9대 쇼군 모리쿠니 친왕 | 9대 쇼군 모리쿠니 친왕 | 9대 쇼군 모리쿠니 친왕 | 9대 쇼군 모리쿠니 친왕 | 9대 쇼군 모리쿠니 친왕 | 9대 쇼군 모리쿠니 친왕 |  |  | 후카쿠사노미야/2대 이츠츠지노미야 히로아키라 친왕 | 후카쿠사노미야/2대 이츠츠지노미야 히로아키라 친왕 | 후카쿠사노미야/2대 이츠츠지노미야 히로아키라 친왕 | 후카쿠사노미야/2대 이츠츠지노미야 히로아키라 친왕 | 후카쿠사노미야/2대 이츠츠지노미야 히로아키라 친왕 | 후카쿠사노미야/2대 이츠츠지노미야 히로아키라 친왕 |  |  |                                        |                                        |                                        |                                        |                                        |                                        |  |  | 2대 이츠츠지노미야 이름 미상의 왕 (宗覚) | 2대 이츠츠지노미야 이름 미상의 왕 (宗覚) | 2대 이츠츠지노미야 이름 미상의 왕 (宗覚) | 2대 이츠츠지노미야 이름 미상의 왕 (宗覚) | 2대 이츠츠지노미야 이름 미상의 왕 (宗覚) | 2대 이츠츠지노미야 이름 미상의 왕 (宗覚) |  |  |  |  |  |  |  |  |  |  |  |  |  |  |  |  |  |  |  |  |  |  |  |  |  |  |  |  |
|  |  |  |  |  |  |  |  |  |  |  |  |                                    |                                    |                                    |                                    |                                    |                                    |  |  |                        |                        |                        |                        |                        |                        |  |  |                                                   |                                                   |                                                   |                                                   |                                                   |                                                   |  |  |                                        |                                        |                                        |                                        |                                        |                                        |  |  |                                          |                                          |                                          |                                          |                                          |                                          |  |  |  |  |  |  |  |  |  |  |  |  |  |  |  |  |  |  |  |  |  |  |  |  |  |  |  |  |
|  |  |  |  |  |  |  |  |  |  |  |  |                                    |                                    |                                    |                                    |                                    |                                    |  |  | 슈쇼(周勝)             | 슈쇼(周勝)             | 슈쇼(周勝)             | 슈쇼(周勝)             | 슈쇼(周勝)             | 슈쇼(周勝)             |  |  | 3대 이츠츠지노미야? 히사요 왕(久世王)             | 3대 이츠츠지노미야? 히사요 왕(久世王)             | 3대 이츠츠지노미야? 히사요 왕(久世王)             | 3대 이츠츠지노미야? 히사요 왕(久世王)             | 3대 이츠츠지노미야? 히사요 왕(久世王)             | 3대 이츠츠지노미야? 히사요 왕(久世王)             |  |  | 宗璨                                   | 宗璨                                   | 宗璨                                   | 宗璨                                   | 宗璨                                   | 宗璨                                   |  |  |                                          |                                          |                                          |                                          |                                          |                                          |  |  |  |  |  |  |  |  |  |  |  |  |  |  |  |  |  |  |  |  |  |  |  |  |  |  |  |  |
|  |  |  |  |  |  |  |  |  |  |  |  |                                    |                                    |                                    |                                    |                                    |                                    |  |  | 슈쇼(周勝)             | 슈쇼(周勝)             | 슈쇼(周勝)             | 슈쇼(周勝)             | 슈쇼(周勝)             | 슈쇼(周勝)             |  |  | 3대 이츠츠지노미야? 히사요 왕(久世王)             | 3대 이츠츠지노미야? 히사요 왕(久世王)             | 3대 이츠츠지노미야? 히사요 왕(久世王)             | 3대 이츠츠지노미야? 히사요 왕(久世王)             | 3대 이츠츠지노미야? 히사요 왕(久世王)             | 3대 이츠츠지노미야? 히사요 왕(久世王)             |  |  | 宗璨                                   | 宗璨                                   | 宗璨                                   | 宗璨                                   | 宗璨                                   | 宗璨                                   |  |  |                                          |                                          |                                          |                                          |                                          |                                          |  |  |  |  |  |  |  |  |  |  |  |  |  |  |  |  |  |  |  |  |  |  |  |  |  |  |  |  |
|  |  |  |  |  |  |  |  |  |  |  |  |                                    |                                    |                                    |                                    |                                    |                                    |  |  |                        |                        |                        |                        |                        |                        |  |  | 이츠츠지노입도궁/치쿠시노미야 이름 미상의 왕      |                                                   |                                                   |                                                   |                                                   |                                                   |  |  |                                        |                                        |                                        |                                        |                                        |                                        |  |  |                                          |                                          |                                          |                                          |                                          |                                          |  |  |  |  |  |  |  |  |  |  |  |  |  |  |  |  |  |  |  |  |  |  |  |  |  |  |  |  |
|  |  |  |  |  |  |  |  |  |  |  |  |                                    |                                    |                                    |                                    |                                    |                                    |  |  |                        |                        |                        |                        |                        |                        |  |  |                                                   |                                                   |                                                   |                                                   |                                                   |                                                   |  |  |                                        |                                        |                                        |                                        |                                        |                                        |  |  |                                          |                                          |                                          |                                          |                                          |                                          |  |  |  |  |  |  |  |  |  |  |  |  |  |  |  |  |  |  |  |  |  |  |  |  |  |  |  |  |
|  |  |  |  |  |  |  |  |  |  |  |  |                                    |                                    |                                    |                                    |                                    |                                    |  |  |                        |                        |                        |                        |                        |                        |  |  | 이츠츠지노미야? 나리히로 왕                       |                                                   |                                                   |                                                   |                                                   |                                                   |  |  |                                        |                                        |                                        |                                        |                                        |                                        |  |  |                                          |                                          |                                          |                                          |                                          |                                          |  |  |  |  |  |  |  |  |  |  |  |  |  |  |  |  |  |  |  |  |  |  |  |  |  |  |  |  |

### 다이카쿠지통
앞에 설명한 것과 같이, 모리요시 친왕은 가마쿠라 막부의 개입으로 저택을 친자가 아닌 사람에게 양도하였다. 이는 당시 쇼군이었던 모리쿠니 친왕과 후카쿠사노미야 (히로아키라 친왕)가 형제였던 것에 따라, 모리요시 친왕 본인의 뜻이 아니었을 것으로 보인다. 쇼쿄 2년/겐코 3년 (1333년), 아시카가 타카우지 군에 쫓겨, 고곤 천황 등을 데리고 아즈마국으로 후퇴하려고 한 로쿠하라 탄다이의 군세를 토벌한 오미국 노부시들이 「先帝第五宮」을 거느렸다고 전해지는데 (『태평기』 제 9권 「番場自害事」), 이 제 5궁은 모리요시 친왕으로 알려져 있다. 또, 이 무렵에 난부씨나 타가 타이샤에 대해서 토막 조력을 요구했다고 되어있다. 그 후, 경위 미상이지만 이츠츠지 저택만은 모리 요시 친왕에게 반환된 것으로 보이고, 모리요시 친왕의 아들 슈카쿠가 후에 이 저택을 다이토쿠지에 기진했다고 한다. 슈카쿠도 "이츠츠지노미야"로 불리고 있었다 (2대 이츠츠지노미야). 그 후 또, "이츠츠지노미야"라는 인물이 고다이고 천황에 의해 큐슈에 파견되었다고 한다. 이 "이츠츠지노미야"는 모리요시 친왕의 자손이라고 생각되지만, 상세한 것은 불분명하다.

### 지묘인통
가마쿠라 막부의 개입으로 2대 이츠츠지노미야가 된 후 후카쿠사노미야는 겐토쿠 원년 (1329년) 9월에, 호죠 모리토키에 의해 이츠츠지노미야 저택과 비젠국 쿠사베향의 영지를 안도받았지만, 그 후 이츠츠지노미야 저택만 원래 소유자였던 모리요시 친왕에게 돌아갔다. 겐무 신정이 실패로 돌아가자, 아시카가 타카우지에 의해 겐무 3년 (1336년) 8월에 다시 소령이 안도되었다.
조지 6년 (1367년) 즈음에는 히사아키라 친왕의 손자 祥益이 "이츠츠지노미야 친왕가"로 불리고 있었지만 (『天竜寺重書目録』), 후카쿠사노미야나 祥益이 친왕 선하를 받은 기록은 남아있지 않다. 그 후, 일시 쇠퇴한 것 같다. 에이쿄 4년 (1432년), 고스코인 밑에 "이츠츠지노입도궁"이라는 인물이 방문해, 큐슈 소령에 대해 알선을 요청했다. 그래서 고스코인은 오우치씨에게 첨장을 쓰고, 게다가 미야의 아들에게 편휘를 주어 "나리히로(成煕)"를 자칭하게 했다고 한다 (『칸몬닛키』 에이쿄 4년 8월 22일). "이츠츠지노입도궁"과 나리히로는 첨장을 가지고 큐슈로 하향했으나, 그 후의 두사람의 소식은 알 수 없다.

## 참고문헌
- 「中世の親王家と宮家の創設」 이마타니 아키라 (『歴史読本』 2006년 11월호)
- 「南北朝内乱期における天皇と諸勢力」 이치자와 테츠 (초판 : 『歴史学研究』 688호 (1996년)/수록 : 이치자와 『日本中世公家政治史の研究』 (아제쿠라 쇼보, 2011년)